# Eric Bicfalvi
Eric Cosmin Bicfalvi (Carei, 5 de fevereiro de 1988) é um futebolista romeno que atua como um meia-atacante pelo clube russo Ural Yekaterinburg.

## Carreira
Eric começou sua carreira na terceira divisão romena, pelo Fink Fenster Petreşti, por onde ficou uma temporada. Marcou 9 gols nos 23 jogos em que participou. No fim da época se trasferiu ao Jiul Petroşani. Depois que seu clube acabou sendo rebaixado para a Liga II romena, assinou um contrato de 5 anos com o Steaua București. Em 2012, quando seu contrato com o Steaua acabou, foi contratado pelo Volyn Lutsk da Ucrânia. Na temporada 2014–15, foi o artilheiro da primeira divisão com 17 gols, junto com o brasileiro Alex Teixeira.
Em 7 de julho de 2015, assinou contrato com o clube chinês Liaoning Whowin.

## Carreira internacional
Eric jogou pela seleção romena sub-19 e sub-21. Em agosto de 2013, seu treinador disse que Bicfalvi, de quem a mãe é de origem húngara, queria representar a seleção húngara no futuro. Em outubro de 2014 Anghel Iordănescu, então novo treinador da Romênia o chamou como possível substituto para o jogo das Eliminatórias Europeias contra a Irlanda do Norte. Em 18 de novembro de 2014, teve seu jogo de estreia pela seleção, no amistoso contra a Dinamarca.